# Jerbourg Point
Jerbourg Point är en udde i kronbesittningen Guernsey). Den ligger i den sydöstra delen av landet. Jerbourg Point ligger på ön Guernsey.
Terrängen inåt land är platt. Närmaste större samhälle är St. Peter Port, 4,6 km norr om Jerbourg Point.